# Svatá Donáta a společnice
Svatá Donáta a společnice byly římské mučednice 1. století.

## Hagiografie
Svatá Donáta je citována jako první ze skupiny panenských mučednic v Římě; Donáta, Pavlína, Rogáta, Dominanda, Serotýna, Saturnina a Hilárie. Jejich existence je definitivně potvrzena z důvodu uvedení v Martyrologium Hieronymianum k datu 31. prosince. Pak také v Liber de locis sanctis martyrum z první poloviny 7. století. Jsou uvedeny také v nedávném vydání Martyrologium Romanum z roku 2002. Jejich ostatky byly objeveny na hřbitově Giordani na via Salaria Nuova spolu se svatými mučedníky Alexandrem, Vitalem a Marciálem. Jejich úcta byla podporována papežem Hadriánem I. Bohužel o jejich životě nic nevíme a ani to jak zemřely. Byli jistě mučednicemi v 1. století.
Jejich svátek se slaví 31. prosince.